# کرنز (تگزاس)
کرنز، تگزاس(به انگلیسی: Kerens, Texas) شهری در ایالت تگزاس از ایالات جنوبی ایالات متحده آمریکا است. در سرشماری سال ۲۰۰۰، جمعیت این شهر ۱۶۸۱ نفر اعلام شد.